# Palača Alberti
Palača Alberti je palača u Splitu, u Hrvatskoj. Nalazi se u Kružićevoj ulici, na splitskim gradskim bedemima.
Bila je u vlasništvu Albertija, splitske plemićke obitelji. Stilski palača većinom pripada gotičkoj arhitekturi. U luneti portala u Kružićevoj ulici nalazi se grb obitelji Alberti.
U drugoj polovici 18. stoljeća palača je preoblikovana. Na mjestu srušenog dijela bedema dograđen je novi trokatni volumen i glavno pročelje baroknoga sloga. Palača predstavlja rijedak primjer splitske arhitekture. Koncepcije je venecijanske palače s trodijelnom podjelom prostora sa središnjom dvoranom rastvorenom na obje strane balkonima.

## Zaštita
Dio je sklopa romaničko-gotičkih kuća koje su pod oznakom Z-6427 zavedene kao nepokretno kulturno dobro - pojedinačno, pravna statusa zaštićena kulturnog dobra, klasificirano kao profana graditeljska baština.

## Vanjske poveznice
|  | Zajednički poslužitelj ima još gradiva o temi Palača Alberti |

- The Alberti Palace in Split, hrcak.srce.hr